# Calendrier international féminin UCI 2007
Navigation
2006 2008
Le calendrier international féminin UCI 2007 regroupe les compétitions féminines de cyclisme sur route organisées sous le règlement de l'Union cycliste internationale durant la saison 2007.
Le calendrier est composé de 149 épreuves, en incluant 79 championnats nationaux et 10 championnats continentaux, organisées du 6 janvier au 18 novembre. Il comprend la Coupe du monde de cyclisme sur route féminine 2007 et les Championnats du monde de cyclisme sur route 2007 de Stuttgart.

## Règlement
Au fil des épreuves, les coureuses accumulent des points selon leur position à l'arrivée et le classement de la course. Dans le cas des courses par étapes, la meneuse au classement général après chaque étape reçoit des points boni. Dans le cas d'un contre-la-montre par équipes, les points décernés sont divisés également entre les coureuses de l'équipe.
| Place | CM  | CM/CLM | CDM | *.1 | *.2 |
| ----- | --- | ------ | --- | --- | --- |
| 1re   | 200 | 100    | 100 | 80  | 40  |
| 2e    | 170 | 70     | 70  | 56  | 30  |
| 3e    | 140 | 40     | 40  | 32  | 16  |
| 4e    | 130 | 30     | 30  | 24  | 12  |
| 5e    | 120 | 25     | 25  | 20  | 10  |
| 6e    | 110 | 20     | 20  | 16  | 8   |
| 7e    | 100 | 15     | 15  | 12  | 6   |
| 8e    | 90  | 10     | 10  | 8   | 3   |
| 9e    | 80  | 9      | 9   | 7   |     |
| 10e   | 70  | 8      | 8   | 6   |     |
| 11e   | 60  | 7      | 7   | 5   |     |
| 12e   | 50  | 6      | 6   | 3   |     |
| 13e   | 40  | 5      | 5   |     |     |
| 14e   | 30  | 4      | 4   |     |     |
| 15e   | 20  | 3      | 3   |     |     |
| 16e   | 15  |        |     |     |     |
| 17e   | 10  |        |     |     |     |
| 18e   | 8   |        |     |     |     |
| 19e   | 5   |        |     |     |     |
| 20e   | 3   |        |     |     |     |

| Place               | 2.1 | 2.2 |
| ------------------- | --- | --- |
| 1re                 | 16  | 8   |
| 2e                  | 11  | 5   |
| 3e                  | 6   | 2   |
| 4e                  | 5   |     |
| 5e                  | 4   |     |
| 6e                  | 2   |     |
| Meneuse au générale | 8   | 4   |

### Février
| Date | Épreuve      | Cat. | Vainqueur    | Équipe            |
| ---- | ------------ | ---- | ------------ | ----------------- |
| 27-1 | Geelong Tour | 2.2  | Nicole Cooke | Raleigh-Lifeforce |

### Mars
| Date  | Épreuve                                 | Cat. | Vainqueur         | Équipe                          |
| ----- | --------------------------------------- | ---- | ----------------- | ------------------------------- |
| 3     | Geelong World Cup                       | CDM  | Nicole Cooke      | Raleigh-Lifeforce               |
| 7-11  | Tour de Nouvelle-Zélande                | 2.2  | Judith Arndt      | T-Mobile                        |
| 14    | Grand-Prix de Santa Ana                 | 1.2  | Tatiana Stiajkina | USC Chirio-Forno d'Asolo        |
| 15-20 | Tour du Salvador                        | 2.2  | Evelyn García     | CMAX Dila - Guerciotti - Cogeas |
| 18    | Circuit Het Volk                        | 1.2  | Mie Bekker Lacota | Flexpoint                       |
| 24    | Giro dei Comuni Ribardella-Montescudaio | 1.2  | Martina Corazza   | Gauss-RDZ-Ormu                  |
| 25    | GP Costa Etrusca                        | 1.2  | Nicole Cooke      | Raleigh-Lifeforce               |

### Avril
| Date | Épreuve                                  | Cat. | Vainqueur         | Équipe                    |
| ---- | ---------------------------------------- | ---- | ----------------- | ------------------------- |
| 1    | Trofeo Alfredo Binda-Comune di Cittiglio | 1.1  | Nicole Cooke      | Raleigh-Lifeforce         |
| 8    | Tour des Flandres                        | CDM  | Nicole Cooke      | Raleigh-Lifeforce         |
| 12   | Drentse 8 van Dwingeloo                  | 1.1  | Regina Schleicher | Nürnberger Versicherung   |
| 14   | Univé Tour de Drenthe                    | CDM  | Adrie Visser      | DSB Bank                  |
| 15   | Novilon Eurocup Ronde van Drenthe        | 1.1  | Giorgia Bronzini  | Safi-Pasta Zara-Manhattan |
| 21   | Ronde van Gelderland                     | 1.2  | Marianne Vos      | DSB Bank                  |
| 25   | Gran Premio della Liberazione            | 1.2  | Giorgia Bronzini  | Safi-Pasta Zara-Manhattan |
| 25   | Flèche wallonne                          | CDM  | Marianne Vos      | DSB Bank                  |
| 29   | Grand Prix de Roulers                    | 1.2  | Martine Bras      | Lotto-Belisol Ladiesteam  |

### Mai
| Date  | Épreuve                                      | Cat. | Vainqueur         | Équipe                  |
| ----- | -------------------------------------------- | ---- | ----------------- | ----------------------- |
| 3     | Championnats d'Océanie du contre-la-montre   | CC   | Vicki Whitelaw    | Australie               |
| 3-6   | Gracia Orlova                                | 2.2  | Judith Arndt      | T-Mobile                |
| 4-6   | Tour de Saint-Marin                          | 2.1  | Marianne Vos      | DSB Bank                |
| 5     | Championnats d'Océanie sur route             | CC   | Kathryn Watt      | Australie               |
| 6     | GP de Suisse-Souvenir Magali Pache           | 1.1  | Kristin Armstrong | Lipton                  |
| 12    | Circuit de Borsele                           | 1.2  | Marianne Vos      | DSB Bank                |
| 13    | Tour de Berne                                | CDM  | Edita Pučinskaitė | Nürnberger Versicherung |
| 18-27 | Tour de l'Aude cycliste féminin              | 2.1  | Susanne Ljungskog | Flexpoint               |
| 25    | Championnat Panaméricain du contre-la-montre | CC   | Alison Powers     | États-Unis              |
| 26    | Championnat Panaméricain sur route           | CC   | Tina Mayolo Pic   | États-Unis              |
| 31-3  | Tour de Pologne féminin                      | 2.2  | Kirsten Wild      | AA Drink                |

### Juin
| Date  | Épreuve                                         | Cat. | Vainqueur           | Équipe                              |
| ----- | ----------------------------------------------- | ---- | ------------------- | ----------------------------------- |
| 2     | Contre-la-montre du Tour de l'île de Chongming  | 1.2  | Liu Yongli          | Giant Pro Cycling                   |
| 2     | La Coupe du Monde Cycliste Féminine de Montréal | CDM  | Fabiana Luperini    | Menikini-Selle Italia-Master Colors |
| 3-6   | Tour de l'île de Chongming                      | 2.2  | Li Meifang          | Giant Pro Cycling                   |
| 4-7   | Tour du Grand Montréal                          | 2.1  | Oenone Wood         | T-Mobile                            |
| 9     | Omloop door Middag-Humsterland                  | 1.2  | Suzanne de Goede    | Nürnberger Versicherung             |
| 10    | Commerce Bank Liberty Classic                   | 1.1  | Ina-Yoko Teutenberg | T-Mobile                            |
| 10-14 | Tour de Prince Edward Island                    | 2.2  | Diana Žiliūtė       | Safi-Pasta Zara-Manhattan           |
| 12    | Durango-Durango Emakumeen Saria                 | 1.2  | Edita Pučinskaitė   | Nürnberger Versicherung             |
| 13-17 | Iurreta-Emakumeen Bira                          | 2.1  | Susanne Ljungskog   | Flexpoint                           |
| 19-24 | Grande Boucle Féminine Internationale           | 2.2  | Nicole Cooke        | Raleigh-Lifeforce                   |
| 21-23 | Ster Zeeuwsche Eilanden                         | 2.2  | Marianne Vos        | DSB Bank                            |
| 22-23 | Tour du Trentin international féminin           | 2.1  | Edita Pučinskaitė   | Nürnberger Versicherung             |

### Juillet
| Date  | Épreuve                     | Cat. | Vainqueur         | Équipe                              |
| ----- | --------------------------- | ---- | ----------------- | ----------------------------------- |
| 6-14  | Tour d'Italie féminin       | 2.1  | Edita Pučinskaitė | Nürnberger Versicherung             |
| 12-15 | Tour de Feminin-Krasna Lipa | 2.2  | Hanka Kupfernagel | Focus                               |
| 18-22 | Tour de Bretagne            | 2.2  | Marina Jaunatre   | Vienne Futuroscope                  |
| 24-29 | Tour de Thuringe            | 2.1  | Christiane Soeder | Raleigh-Lifeforce                   |
| 26-29 | Tour Féminin en Limousin    | 2.2  | Sigrid Corneo     | Menikini-Selle Italia-Master Colors |

### Août
| Date  | Épreuve                       | Cat. | Vainqueur         | Équipe                  |
| ----- | ----------------------------- | ---- | ----------------- | ----------------------- |
| 5     | Tour de Bochum                | 1.1  | Hanka Kupfernagel | Focus                   |
| 5     | Open de Suède Vårgårda        | CDM  | Chantal Beltman   | T-Mobile                |
| 11-18 | Route de France               | 2.1  | Amber Neben       | Flexpoint               |
| 12    | Holland Hills Classic         | 1.2  | Marianne Vos      | DSB Bank                |
| 21-23 | Albstadt-Frauen-Etappenrennen | 2.2  | Trixi Worrack     | Nürnberger Versicherung |
| 25-29 | Trophée d'Or féminin          | 2.2  | Noemi Cantele     | Bigla                   |

### Septembre
| Date  | Épreuve                                          | Cat. | Vainqueur           | Équipe               |
| ----- | ------------------------------------------------ | ---- | ------------------- | -------------------- |
| 1     | Grand Prix de Plouay                             | CDM  | Noemi Cantele       | Bigla                |
| 3-8   | Holland Ladies Tour                              | 2.2  | Kristin Armstrong   | Raleigh-Lifeforce    |
| 4     | Trophée des Stars                                | 1.2  | Natalia Boyarskaya  | Fenixs               |
| 8     | Championnats d'Asie-contre-la-montre             | CC   | Li Meifang          | Chine                |
| 9     | Memorial Davide Fardelli                         | 1.2  | Karin Thürig        | Raleigh-Lifeforce    |
| 10    | Championnats d'Asie-course en ligne              | CC   | Lang Meng           | Chine                |
| 11-15 | Tour Cycliste Féminin International de l'Ardèche | 2.2  | María Isabel Moreno | Comunidad Valenciana |
| 15    | Tour de Leelanau                                 | 1.2  | Tina Mayolo Pic     | Colavita/Sutter Home |
| 16    | Chrono Champenois                                | 1.1  | Karin Thürig        | Raleigh-Lifeforce    |
| 16    | Tour de Nuremberg                                | CDM  | Marianne Vos        | DSB Bank             |
| 18-23 | Tour de Toscane                                  | 2.1  | Noemi Cantele       | Bigla                |
| 26    | Championnats du monde - contre-la-montre         | CM   | Hanka Kupfernagel   | Allemagne            |
| 29    | Championnats du monde - course en ligne          | CM   | Marta Bastianelli   | Italie               |

### Octobre
| Date | Épreuve            | Cat. | Vainqueur         | Équipe    |
| ---- | ------------------ | ---- | ----------------- | --------- |
| 21   | Chrono des Nations | 1.1  | Susanne Ljungskog | Flexpoint |

### Novembre
| Date  | Épreuve                                   | Cat. | Vainqueur             | Équipe         |
| ----- | ----------------------------------------- | ---- | --------------------- | -------------- |
| 9     | Championnats d'Afrique - Contre-la-montre | CC   | Lynette Burger        | Afrique du Sud |
| 11    | Championnats d'Afrique - Course en ligne  | CC   | Marissa van der Merwe | Afrique du Sud |
| 14-18 | Championnats d'Océanie - Contre-la-montre | CC   | Bridie O'Donnell      | Australie      |
| 18-18 | Championnats d'Océanie - Course en ligne  | CC   | Rochelle Gilmore      | Australie      |

## Classements UCI
| Rang | Coureuse            | Équipe                  | Points   |
| ---- | ------------------- | ----------------------- | -------- |
| 1    | Marianne Vos        | DSB Bank                | 1 327,66 |
| 2    | Nicole Cooke        | Cervélo                 | 750      |
| 3    | Judith Arndt        | T-Mobile                | 712,83   |
| 4    | Noemi Cantele       | Bigla                   | 629,16   |
| 5    | Giorgia Bronzini    | Safi-Pasta Z.           | 557      |
| 6    | Edita Pučinskaitė   | Nürnberger Versicherung | 554,75   |
| 7    | Susanne Ljungskog   | Flexpoint               | 553,49   |
| 8    | Oenone Wood         | T-Mobile                | 518,5    |
| 9    | Amber Neben         | Flexpoint               | 477,16   |
| 10   | Ina-Yoko Teutenberg | T-Mobile                | 431      |

| Rang | Équipe                    | Points   |
| ---- | ------------------------- | -------- |
| 1    | T-Mobile                  | 1 863,33 |
| 2    | DSB Bank                  | 1 538,32 |
| 3    | Raleigh-Lifeforce         | 1 538,32 |
| 4    | Nürnberger Versicherung   | 1 512,5  |
| 5    | Flexpoint                 | 1 232,98 |
| 6    | Safi-Pasta Zara-Manhattan | 1 150    |
| 7    | Bigla                     | 1 140,48 |
| 8    | Menikini-Selle Italia     | 889      |
| 9    | AA Drink                  | 399,98   |
| 10   | Vienne Futuroscope        | 384      |

| Rang | Nation      | Points   |
| ---- | ----------- | -------- |
| 1    | Allemagne   | 2 211,49 |
| 2    | Italie      | 2 141,16 |
| 3    | Pays-Bas    | 2 040,91 |
| 4    | États-Unis  | 1 158,16 |
| 5    | Australie   | 1 113,5  |
| 6    | Royaume-Uni | 1 083    |
| 7    | Suisse      | 949,15   |
| 8    | Suède       | 923,99   |
| 9    | Lituanie    | 848,75   |
| 10   | France      | 772      |